# Brice Turang
Brice Turang (Corona, California, 21 de noviembre de 1999) es un jugador profesional estadounidense de béisbol que se desempeña en la posición de segunda base en Milwaukee Brewers, equipo de las Grandes Ligas de Béisbol (MLB).

## Carrera
Fue seleccionado en la primera ronda en el Draft de la MLB de 2018. En 2023 hizo su debut profesional con el equipo Milwaukee Brewers, donde lleva jugando dos temporadas.